# Grete Wiesenthal
Grete Wiesenthal, född 9 december 1886 i Wien, död 22 juni 1970 i Wien, var en österrikisk danserska och koreograf.

## Filmografi
- 1913 – Den okända